# Бирмингамски университет
Бирмингамският университет (на английски: University of Birmingham) е голям държавен изследователски университет, разположен в Бирмингам, Англия, Великобритания.

## История
Бирмингамският университет има за свои предшественици Бирмингамското училище по медицина и хирургия, създадено през 1828 г. и преименувано на Колеж на кралицата през 1843 г., и Колежа за науки „Мейсън“, създаден през 1875 г. и преименуван през 1898 г. на Университетски колеж „Мейсън“. През 1900 г. обединението на двете училища получава статут на университет с кралска харта.

## Галерия
- Институт за изящни изкуства „Барбър“
- Училище по медицина и Болница „Кралица Елизабет“
- Училище по бизнес
- Централна университетска библиотека

## Известни преподаватели
- Антъни Бърджес, писател, преподавател в департамента за задочно обучение (1946 – 50)
- Фриймън Дайсън, физик, хоноруван преподавател (1949 – 1951)[9]
- Ерик Додс, професор по старогръцки език и литература (1924 – 1936)
- Майкъл Дъмет, философ
- Едуард Елгар, професор по музика, композитор
- Майкъл Костерлиц, физик
- Фрейзър Стодарт, химик
- Дейвид Таулес, физик
- Клаус Фукс, физик
- Стюарт Хол, културолог, директор на Центъра за изследвания на съвременната култура (1968 – 1979)